# 澳門高爾夫球公開賽
澳門高爾夫球公開賽（英文：Macau Open）在澳門舉行的男子職業高爾夫球賽事，也是亞洲職業高爾夫球協會所舉行的亞洲巡迴賽的其中一站賽事。首屆於1998年舉行，比賽地點在路環澳門高爾夫球鄉村俱樂部。此項賽事最有名的優勝選手是曾經獲得八次歐洲高爾夫球巡迴賽冠軍的柯林·蒙哥馬利。

## 概況
由澳葡政府旅遊司和澳門旅遊娛樂有限公司贊助的第一屆澳門高爾夫球公開賽於1998年4月29日至5月3日澳門高爾夫球鄕村俱樂部舉行，該賽事為歐米茄巡迴賽的其中一站，是首次在澳門舉行的高爾夫球職業賽，爭奪總値200000美元的獎金。按比賽秩序表安排，比賽前一日會先進行一項澳門公開賽，由職業和業餘球手配搭比賽。4月130日會正式上演錦標賽第一回合賽事，5月1、2兩日繼續進行錦標賽的第二和第三回合賽事，5月3日即展開錦標賽的總決賽。雖然澳門高爾夫球及鄕村俱樂部過往亦曾舉辦大型賽事，但為了增加是次比賽的挑戰性，特別在場地進行了多項改動。澳門高爾夫球及鄕村俱樂部球道監督RICHARD DONALSON表示：為提高球道的質素，賽會延長了其中六個球洞的發球區，從原來的長度增加逾325碼。賽會就該處修改為長235碼、三桿標準桿，且發球區位處高聳地段的球道。這是一個極富挑戰性的球道，希望所有選手都能順利過關。
停辦一年後的2011年澳門高爾夫球公開賽，除賽事獲亞巡賽認證外，由於作為全亞巡陣容的賽事，澳門公開賽歷史性地首次實現電視直播，四輪比賽均將通過亞巡賽遍佈全球的電視合作平台直播。
由澳門體育發展局與澳門高爾夫球總會聯合主辦的第十四屆澳門高爾夫球公開賽，賽事得到澳門威尼斯人冠名贊助，由亞巡賽及澳門高爾夫球總會共同授權，並由IMG負責推廣。比賽於10月中旬舉行，四輪賽事均會透過亞巡賽全球電視轉播平台播出，覆蓋二百多個國家約六億五千萬電視用戶。
亞洲高爾夫職業巡迴賽(亞巡賽)及IMG宣佈澳門高爾夫球公開賽相隔六年後強勢回歸，並獲澳娛綜合度假股份有限公司(澳娛綜合)冠名贊助，公開賽自2017年後，因多種原因未再舉辦。賽事相隔六年後再次復辦，獲澳娛綜合承諾冠名贊助未來三屆賽事，成為賽事復辦關鍵，第二十屆賽事帶回澳門，並獲體育局及澳門高爾夫球總會支持及授權舉辦。本站賽事是亞巡賽2023年賽季的其中一站，吸引144名球手參賽，包括124名亞巡賽排名頂尖的球員，4名澳門高爾夫球總會選出的球手及16名贊助商邀請的球手，包括中國著名球手、2001年及2002年澳門公開賽冠軍張連偉、衛冕冠軍印度的布拉爾、2013及2015年澳門公開賽冠軍的澳洲球手亨特、新星李旻宇、香港的許龍一、中華台北詹世昌，泰國的尼提松提蓬、坦卡莫普拉瑟等，爭奪冠軍殊榮及一百萬美元金。

## 歷屆優勝者
| 屆數                       | 比賽日期              | 冠軍                               | 桿數               |                    |                    |                    |                    |
| 澳門高爾夫球公開賽         | 澳門高爾夫球公開賽    | 澳門高爾夫球公開賽                 | 澳門高爾夫球公開賽 | 澳門高爾夫球公開賽 | 澳門高爾夫球公開賽 | 澳門高爾夫球公開賽 | 澳門高爾夫球公開賽 |
| -------------------------- | --------------------- | ---------------------------------- | ------------------ | ------------------ | ------------------ | ------------------ | ------------------ |
| 第一屆                     | 1998年4月29日至5月5日 | 大井手 哲                          | 283（-1）          |                    |                    |                    |                    |
| 第二屆                     | 1999年4月15日至18日   | 李·威斯伍德（Lee Westwood）        | 275（-9）          |                    |                    |                    |                    |
| 第三屆                     | 2000年5月11日至14日   | 西蒙·戴森（Simon Dyson）           | 269（-15）         |                    |                    |                    |                    |
| 第四屆                     | 2001年5月3日至6日     | 張連偉                             | 273（-11）         |                    |                    |                    |                    |
| 第五屆                     | 2002年10月17日至20日  | 張連偉(2)                          | 277（-7）          |                    |                    |                    |                    |
| 第六屆                     | 2003年10月16日至19日  | 柯林·蒙哥馬利（Colin Montgomerie） | 273（-11）         |                    |                    |                    |                    |
| 第七屆                     | 2004年5月6日至9日     | 傑森·盧辛（Jason Knutzon）         | 268（-16）         |                    |                    |                    |                    |
| 第八屆                     | 2005年5月12至15日     | 汪德昌                             | 270（-14）         |                    |                    |                    |                    |
| 第九屆                     | 2006年5月18日至21日   | 凱恩·韋伯（Kane Webber）           | 275（-9）          |                    |                    |                    |                    |
| 第十屆                     | 2007年5月17日至20日   | 呂文德                             | 201（-12）         |                    |                    |                    |                    |
| 第十一屆                   | 2008年10月23日至26日  | 大衛·格里森（David Gleeson）       | 266（-18）         |                    |                    |                    |                    |
| 第十二屆                   | 2009年9月10日至13日   | 威拉滄（Thaworn Wiratchant）       | 269（-15）         |                    |                    |                    |                    |
| 第十三屆                   | 2011年9月15日至18日   | 詹益信                             | 270（-14）         |                    |                    |                    |                    |
| 威尼斯人澳門高爾夫球公開賽 |                       |                                    |                    |                    |                    |                    |                    |
| 第十四屆                   | 2012年10月11日至14日  | 布拉爾 （Gaganjeet Bhullar）       | 268（-16）         |                    |                    |                    |                    |
| 第十五屆                   | 2013年10月14日至20日  | 亨特 （Scott Hend）                | 268（-16）         |                    |                    |                    |                    |
| 第十六屆                   | 2014年10月23日至26日  | 拉希瑞 （Anirban Lahiri）          | 267（-17）         |                    |                    |                    |                    |
| 第十七屆                   | 2015年10月15至18日    | 亨特 （Scott Hend）(2)             | 264（-20）         |                    |                    |                    |                    |
| 第十八屆                   | 2016年10月13至16日    | 帕維 （Pavit Tangkamolprasert）    | 268（-16）         |                    |                    |                    |                    |
| 澳門高爾夫球公開賽         |                       |                                    |                    |                    |                    |                    |                    |
| 第十九屆                   | 2017年10月19日至22日  | 布拉爾 （Gaganjeet Bhullar）(2)    | 271（-13）         |                    |                    |                    |                    |
| 澳娛綜合澳門高爾夫球公開賽 |                       |                                    |                    |                    |                    |                    |                    |
| 第二十屆                   | 2023年10月12日至15日  | 李旻宇                             | 254（-30）         |                    |                    |                    |                    |
| 第二十一屆                 | 2024年10月10日至13日  | 拉塔諾 (Rattanon Wannasrichan)     | 260（-20）         |                    |                    |                    |                    |
| 第二十二屆                 | 2025年10月16日至19日  |                                    |                    |                    |                    |                    |                    |
| 第二十三屆                 | 2026年                |                                    |                    |                    |                    |                    |                    |
| 第二十四屆                 | 2027年                |                                    |                    |                    |                    |                    |                    |

### 備註
1. ↑  該屆賽事縮短為54洞。賽事連日受天雨影響，最終只能進行三輪比賽，第四輪比賽則被迫取消

### 引用
1. ↑  . 華僑報. 1998-04-29.
2. ↑  . 華僑報. 1998-04-23.
3. ↑  . 澳門日報. 2011-09-03.
4. ↑  . 正報. 2012-08-18.
5. ↑  . 澳門日報. 2012-08-17.
6. ↑  . 澳門日報. 2023-03-22.
7. ↑  . 澳門日報. 2023-08-23.

## 外部連結
- 澳娛綜合澳門高爾夫球公開賽官方網站 （页面存档备份，存于）
- 2008澳門高爾夫球公開賽 於 英國今日高球 （页面存档备份，存于）
- 2008澳門高爾夫球公開賽 於 體育發展局 （页面存档备份，存于）